# Maurus Wolter
Dom PhDr. Maurus Wolter, OSB (4. června 1825, Bonn – 8. července 1890, Beuron) byl německý římskokatolický duchovní, benediktin, zakladatel Beuronské kongregace benediktinského řádu a první arciopat v Beuronu. V letech 1880-1885 byl opatem-administrátorem Emauzského kláštera v Praze.

## Život
Narodil se jako Rudolf Wolter. Byl synem sládka Lorenze Woltera a jeho manželky. Pocházel ze dvanácti sourozenců, z nichž šest se rozhodlo pro kněžský či řeholní život. Rudolf studoval v letech 1836-1844 Beethovenovo gymnázium v Bonnu. Následně studoval filosofii a teologii. Během studií spoluzaložil konzervativní studentský spolek Unie a udržoval kontakty s filosofem a teologem Antonem Güntherem. V roce 1849 získal na základě práce De spatio et tempore doktorát z filosofie.
Roku 1850 zakončil studia v kněžském semináři v Kolíně nad Rýnem a 3. září téhož roku jej biskup Johann Anton Friedrich Baudri vysvětil na kněze. Rudolf Wolter následně začal působit jako kaplan v Jülichu. Od roku 1854 pak vyučoval na katedrální škole v Cáchách.
V roce 1856 vstoupil po vzoru svého bratra Ernesta do benediktinského řádu a přijal mnišské jméno Maurus. Patřil do benediktinského opatství při římské basilice sv. Pavla za hradbami. Další formaci získal v opatství Solesmes. Vliv naň měl místní opat Prosper Guéranger, který jej inspiroval k založení priorátu v Beuronu.
Beuronský priorát se posléze dostal do problémů kvůli probíhajícímu Kulturkampfu. Mniši následně odešli do Emauzského kláštera v Praze, kde vystřídali dosavadní zkomírající komunitu. Dále obnovili benediktinský klášter v Seckau. Roku 1884 se Maurus stal arciopatem beuronským. Následujícího roku předal řízení Emauzského kláštera Benediktu Sauterovi. Zemřel v roce 1890.